# Karakumosa sogdiana
Espèce
Karakumosa sogdiana est une espèce d'araignées aranéomorphes de la famille des Lycosidae.

## Distribution
Cette espèce se rencontre dans le Sud de l'Ouzbékistan et dans l'Est du Turkménistan,.

## Description
La carapace de la femelle holotype mesure 11,00 mm de long sur 8,80 mm et l'abdomen 11,30 mm de long sur 8,00 mm et la carapace du mâle paratype 9,70 mm de long sur 7,10 mm et l'abdomen 8,50 mm de long sur 5,60 mm.

## Systématique et taxinomie
Cette espèce a été décrite par Logunov en 2024.

## Étymologie
Son nom d'espèce lui a été donné en référence au lieu de sa découverte, la Sogdiane.

## Publication originale
- Logunov, 2024 : « On two Karakumosa species (Aranei: Lycosidae), with new faunistic records for three fossorial wolf-spiders from Middle Asia and the Caucasus. » Arthropoda Selecta, vol. 33, no 3, p. 407-416.